# Udegejci
Udegejci, dříve Udege, jsou jedním z původních nepočetných národů Dálného Východu. Antropologicky patří k bajkalskému mongoloidnímu typu. Udegejský jazyk patří do tunguzsko-mandžuské skupiny altajské jazykové rodiny, nejpodobnější je mu jazyk oročský. Původní udegejský jazyk byl téměř úplně vytěsněn ruským jazykem.

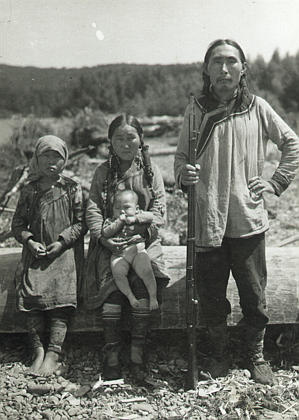
Udegejci na začátku 20. století. Rodina: Muž a dvě ženy

## Etnonymum
Na konci 19. století a začátku 20. století nerozlišovali výzkumníci (ruští ani západní) Udegejce od Oročů, vnímali je jako jeden národ (obvykle pod názvem „Oročonové“). S. N. Brailovskij byl první, který doložil jejich etnickou odlišnost. Byl první, kdo začal používat název Udiche, Udichejci (rus. удээ, удэхэ, удихэ). Tento název se ve 30. letech 20. století stal oficiálním názvem národa. V té době Udegejci neměli žádné společné jméno, kterým by se jako národ sami označovali (tzv. autoetnonymum). Každá samostatná skupina žijící na určitém území sama sebe označovala jiným názvem: Chungarijská skupina se označovala jako Chungakové, bikinská skupina jako Bikinkové, anjunská jako Uninkové atd.
Existoval také název kekari, kterým Udegejce pojmenovali okolní národy, toto označení používali hlavně Oročové a Mandžuové a tento termín můžeme někdy najít jak v západní, tak v ruské literatuře.

## Populace a územní rozšíření

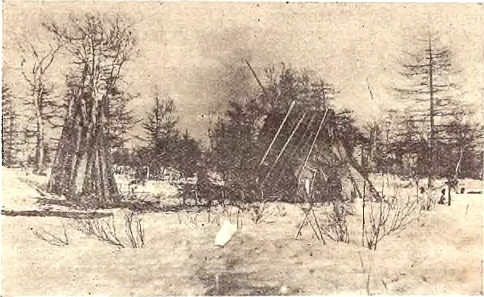
Udegejská jurta v podobě sedlové střechy z jedlové kůry. Začátek 20. století

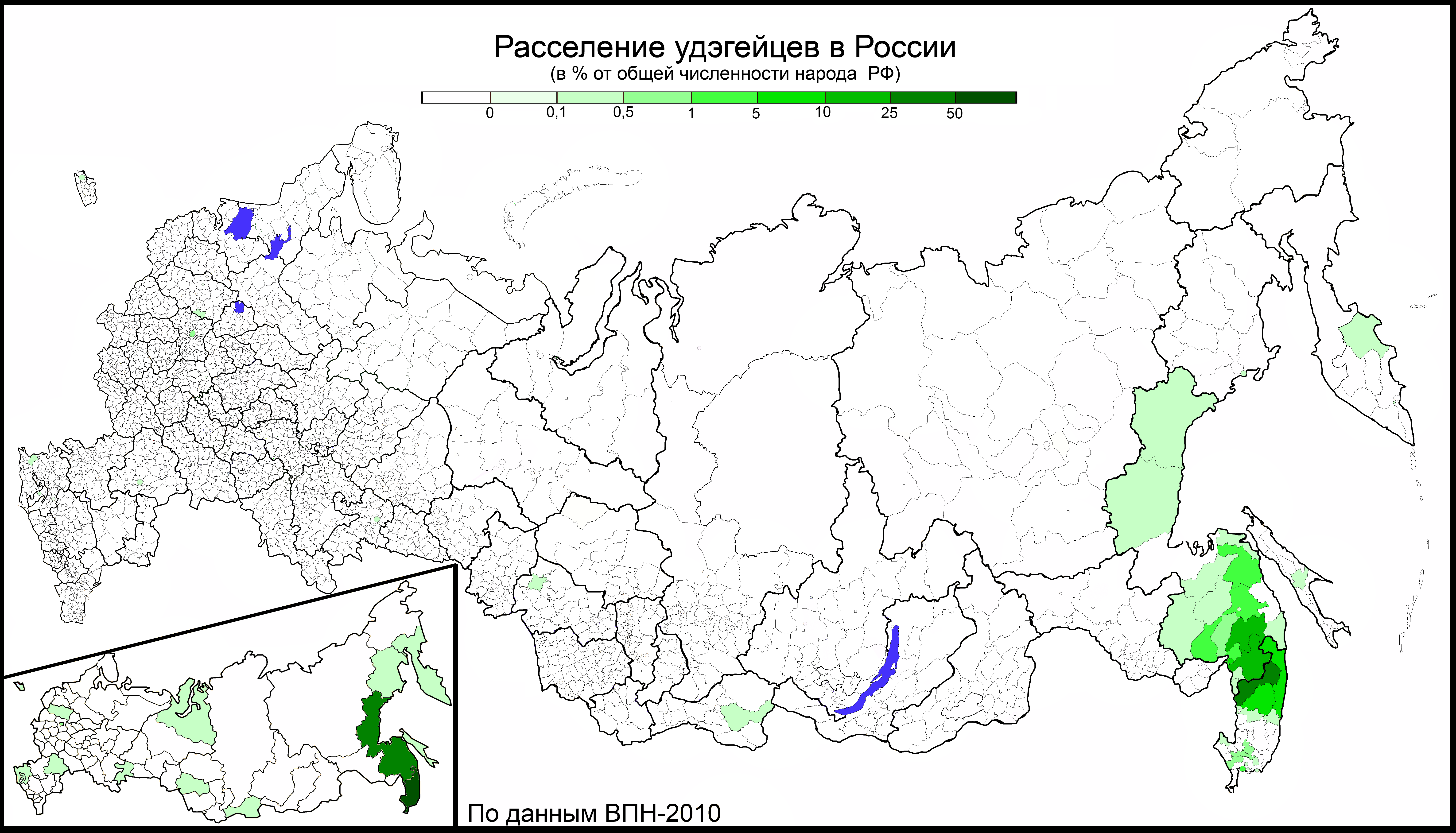
Procentuální zastoupení populace Udegejců v Ruské federaci v roce 2010 ve srovnání s celkovým počtem obyvatel Ruské federace

Na začátku 20. století obývali Udegejci souvislé území po obou stranách pohoří Sichote-Aliň. Východní hranicí tohoto území bylo pobřeží Japonského moře (mezi řekami Botči a Takema), západní hranici tvořili pravostranné přítoky řeky Ussuri (řeky Chor, Bikin, Velká Ussurka). Na severovýchodě sousedilo udegejské území s územím kmene Oroči a přístavním městem Sovětskaja Gavaň, na severu s najchinskými Nanajci a na jihu s Tazy. Udegejci žili však také severně a severozápadně od svého kmenového území, u přítoků řeky Amur: Aňuju, Chungari a Urmi, mezi najchinskými a kur-urmijskými Nanajci.
Ve 30. letech 20. století se téměř všech severních ruských národů dotkla kolektivizace a sdružování osad a udegejské osady se musely novým podmínkám také přizpůsobit. Výsledkem bylo, že začátkem 40. let Udegejci definitivně ztratili své etnické území a byli soustředěni do 9 spojených osad, které „se ničím nelišili od ruských“ a administrativně spadali pod Přímořský a Chabarovský kraj Ruské federace.
V tabulkách počtu Udegejců (1896–2002) jsou uvedeny změny v počtu ruských Udegejců podle údajů získaných při sčítání osob. Nicméně v nejstarších statistických údajích o počtu Udegejců i jiných národů v Amurské oblasti jsou značné nedostatky.
Podle sčítání ruského obyvatelstva v roce 2002 patřilo mezi Udegejce 1 657 osob. Podle ukrajinského sčítání obyvatel žilo v roce 2001 na Ukrajině 42 osob, které se sami považovali za Udegejce, z toho však jen 8 osob (tj. 19 %) uvedlo udegejštinu jako rodný jazyk, 6 osob uvedlo ukrajinštinu a ostatní uvedli jazyk jiný, převládala ruština.
Celkový počet Udegejců v Rusku a na Ukrajině je tedy 1 700 osob.

### Počet Udegejců v osadách v roce 2002
Přímořský kraj
- obec Krasnyj Jar 378
- obec Agzu 120

Chabarovský kraj
- obec Gvasjugi 146

## Jazyk, subetnické skupiny a náboženství
Udegejci mluví udegejským jazykem, který patří do jižní (amurské) podskupiny tunguzsko-mandžuské skupiny altajské jazykové rodiny. Nejpříbuznějším jazykem je udegejštiny je oročský jazyk.
V udegejštině se dále vymezují tři dialekty: Chorsko-anjujský, bikinsko-imanský a samarginsko-chungarský. Neexistuje však jednotný odborný názor na stupeň příbuznosti ani vzájemného porozumění mezi nositeli těchto jazyků. Je pozoruhodné, že ještě v letech 1960–1970 existovalo mezi Udegejci rozdělení na další subetnické skupiny a nedošlo tedy k definitivnímu etnickému sloučení.
Počet nositelů udegejštiny se neustále snižuje. Při posledním sčítání ruského obyvatelstva uvedla udegještinu jako rodný jazyk pouze čtvrtina ruských Udegejců (přibližně 400 osob); ostatní uvedli jako rodný jazyk ruštinu.
V psané podobě používá udegejština cyrilici (první knihu pro Udegejce napsal ve 30. letech 20. století E. R. Šnejder na základě chorského dialektu) s použitím latinky. Pravopis latinky převedený do cyrilice sloužil v období 1980–1990 pro potřeby přesného záznamu fonetické podoby udegejského jazyka. Nakonec, v lednu 1989, byla vládními orgány Chabarovské oblasti přijata nová pravopisná pravidla udegejštiny, které vypracovali M. D. Simonov a V. T. Kjalundzjugová.
V udegejštině jsou napsané některé národní pověsti (prvotní impuls pochází od spisovatele Džansi Kimonka) a také nevelká knižní produkce. V rozvoji a zachování národní identity a také v podpoře výuky jazyka a národního folkoru se velmi angažuje udegejská vědkyně Valentina Kjalundzjugová.

## Etnogeneze
Vědci vymezují tři vlivy, na základě kterých se formovalo udegejské etnikum. Prvním je vliv paleoasijských původních národů zastoupených Jankovskou kulturou a jí podobnými kulturami Koreje a amurské oblasti. Druhým vlivem je vliv austronéský, zastoupený migranty z pobřeží Žlutého a Východočínského moře (krounovská archeologická kultura) a třetím je vliv tunguzský, jehož základ položili lovci národa Ilou, kteří přišli ze zabajkalské oblasti (olginská archeologická kultura). Při setkávání se a spolupráci národa Ilou s místními kmeny, vzniklo v 7. století na Dálném Východě nové tunguzské společenství s názvem Mukri, které v roce 698 založilo stát Bochaj. Další rozvoj národa Mukri se odehrával v těžkých etnopolitických podmínkách a v neustálých konfrontacích s historií a kulturou sousedních zemí a národů. Největší vliv měly staré turecké a mongolské národy, což nakonec vedlo k vytvoření současných etnik jihotunguzské jazykové skupiny, tedy i Udegejců. Kontakty s ostatními etniky ovlivňovali ostatně celý vývoj udegejského národa. Nejintenzivnější vztahy měli s Oroči, Nanajci a Evenky, později také s Mandžui a čínskými migranty a v posledním období s Rusy.
Etnické území Udegejců (někdy se také setkáváme s označením země Udege), se vždy rozprostíralo na severovýchodě Přímořského kraje a jihovýchodě Chabarovského kraje, zejména v horách, u pohoří Sichote-Aliň a podél pravých přítoků řek Ussuri a Amur.

## Společnost a rodina

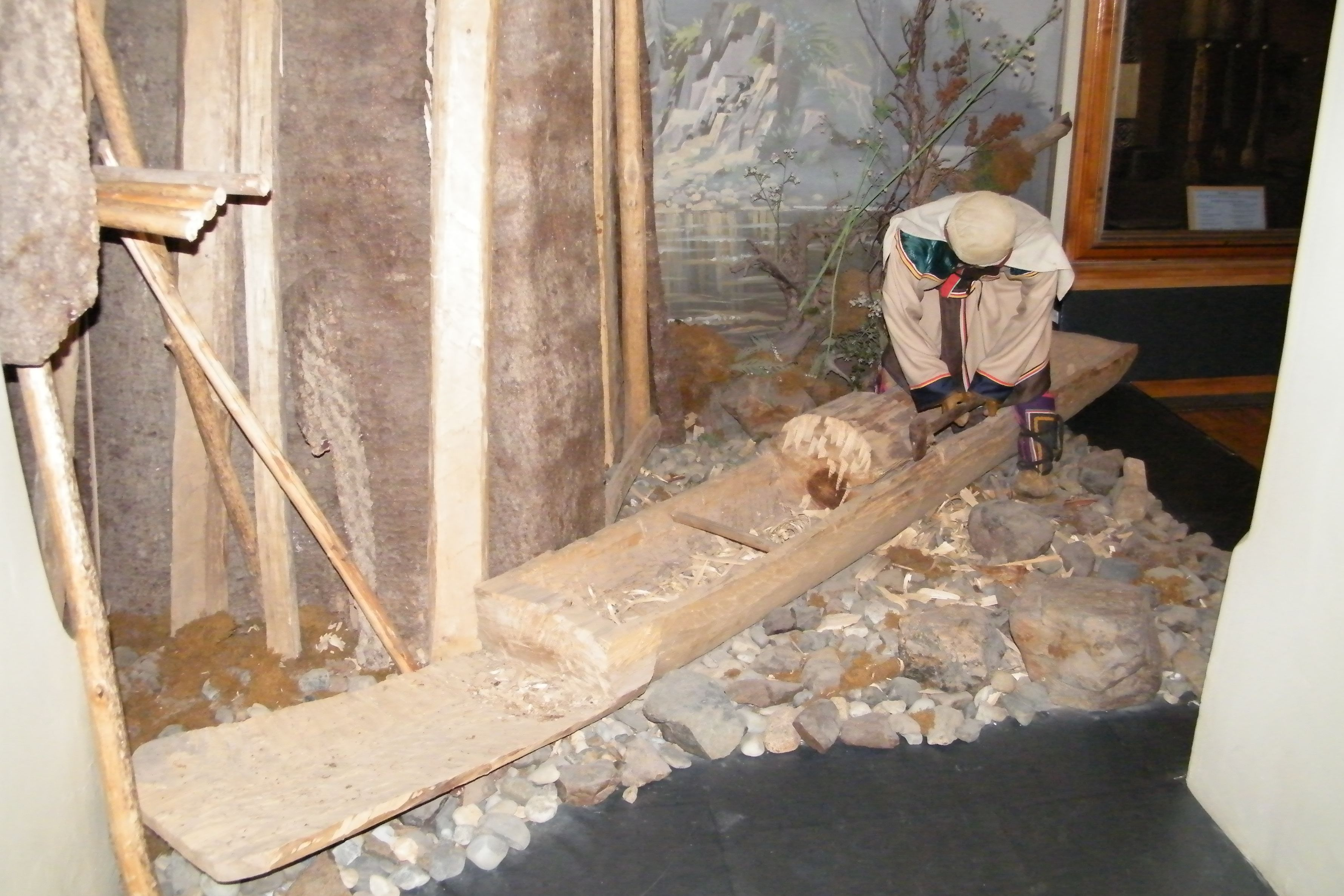
Udegejec při stavbě tradiční lodi bat.

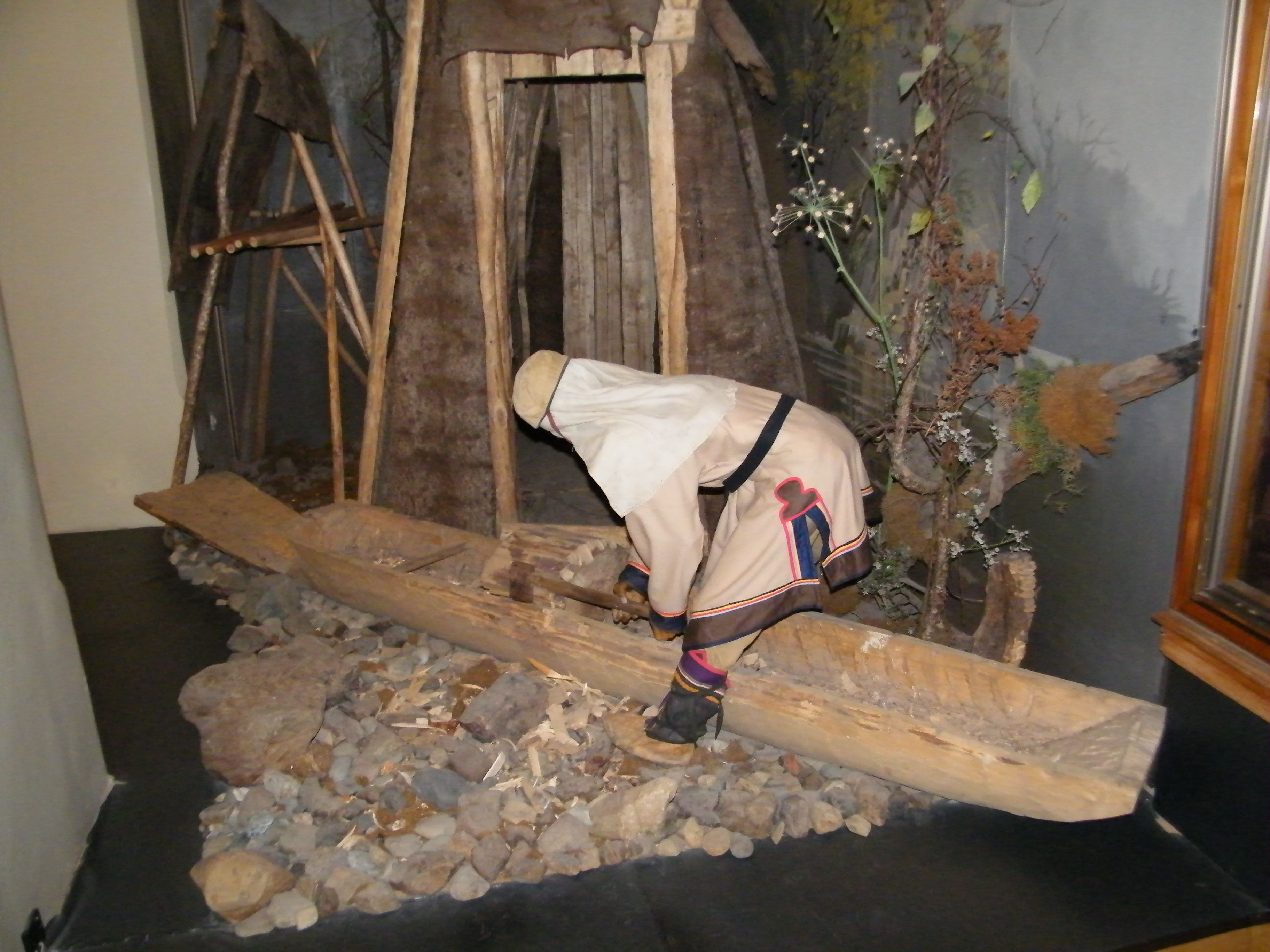
Udegejec při stavbě tradiční lodi bat.

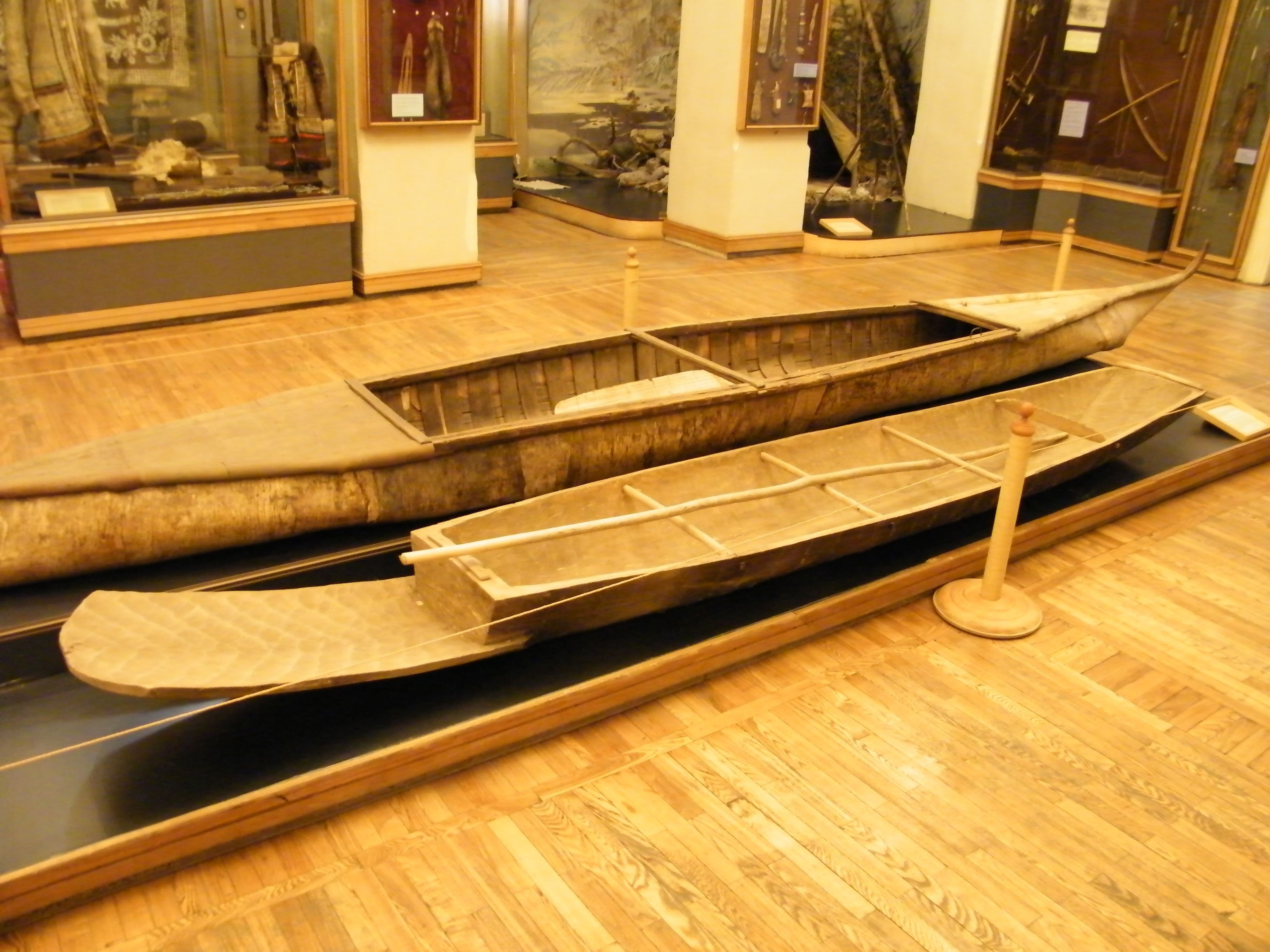
Udegejská loďka bat, vzadu nanajská loďka omoročka.

Udegejské tradice jsou charakteristické množstvím archaických znaků, například ještě v polovině 19. století převládalo u Udegejců rodové uspořádání. Každý člen rodu znal svoji rodovou příslušnost, které společně se „zákonem“ (zvykovým právem) nejčastěji předurčovala (tedy kontrolovala a omezovala) nejen jeho „kompetence“ (soubor rodinných, profesních a výrobních vztahů), ale i jeho osobní svobodu.
Hlavou rodu byl stařešina (udeg. sagdimzi nebo zaňgia – vládce), který byl vybírán ze starších a uznávaných mužů rodu. Pouze on měl moc vládnout, dohlížel na dodržování „zákona“ (krugu) – zvykového práva a v případě jeho narušení vedl soud.
Pokud se objevil jakýkoliv konflikt mezi rody (například vražda), k soudu se dostavovali stařešinové všech rodů, aby podle zvykového práva rozhodli společně, na čí straně stojí „zákon".
Významnou roli v tradiční udegejské společnosti hrál šaman. Prováděl nejen náboženské obřady, ale také vystupoval jako prostředník při řešení konfliktů mezi lidmi.
Archaické znaky jsou charakteristické hlavně pro udegejské rodinné a mezilidské vztahy. Existovalo množství tabu, jak v oblasti chování, tak i v oblasti komunikace (sonda). Například žena nesměla překračovat nebo dokonce se dotýkat osobních věcí muže; bylo zakázáno pokládat nůž do ohniště, ptát se na jméno zemřelého a podobně. Nejrůznější tabu se dotýkala všech oblastí lidského života, nejen osobního, například nebylo možné vyrábět loď ze stromu, který byl stržen během bouřky.
Základem patriarchální (u některých udegejských společenství, kde existují předšamanské zvyky jako kult Pudja – ochranitelky domácího krbu a kult Sagdy Mamy – zastánce žen, jsou ještě patrné stopy matriarchátu) udegejské společnosti byla malá rodina. V rodině vládlo rodičovské právo a jasná dělba mužské a ženské práce a povinností. Muž se stará o ochranu rodiny, zajištění jídla, vyrábí základní pracovní nářadí atd. Povinností ženy je starat se o domácnost, vychovávat děti a zajišťovat vedlejší, ale nezbytné domácí práce jako výroba oděvů a obuvi, nádobí, sběr divoce rostoucích plodin a podobně.
Celá výchova v udegejské rodině směřovala k tomu, aby se z dětí co nejrychleji stali zruční lovci a rybáři, což se jim bude hodit jako budoucím živitelům rodin. Potřebné znalosti a návyky si osvojovali i formou hry. Dívky byly prakticky od narození připravovány na péči o rodinu a mateřské povinnosti.
Svatby v udegejské společnosti byly exogamní, tedy mezirodové. Podle "zákona" (zvykového práva) dívky byly už v útlém věku přislíbeny za ženu chlapci z jiného rodu. Naopak z tohoto rodu zase získali přislíbenou dívku pro jednoho ze svých chlapců. Na domluvě mezi rodiči záviselo také to, v jakém věku dívka přejde do rodu svého budoucího muže. Věkové rozmezí se pohybovalo od 3–5 let (kdy dívky začínaly pracovat u rodičů svého nastávajícího a pracovaly u nich až do svatby) až do 12 let (což je obvyklý věk, ve kterém se dívky vdávají).
Pro získání nevěsty a uzavření sňatku ji bylo třeba z jejího rodu vykoupit. Výkupné (kalym, ťoi) obvykle zahrnovalo zvířecí kůže (v nejranějším období), nádobí, (hlavně kovové, koupené), látky (také koupené, například čínské hedvábí), později také peníze.
Ve starých dobách rodili udegejské ženy ve zvláštních „porodních stanech“ (jatau) stojících obvykle v lese a vzdálených od tábora. Rodička zůstávala v tomto stanu a navštěvovat ji směla jen porodní bába. Nezřídka se však stávalo, že pupeční šňůru přeřízla sama rodička.
Pohřební zvyklosti Udegejců jsou směsicí víry a praktičnosti. Po smrti zabalili zesnulého do látky, udělali rakev (ogdie) z vydlabaného kmene topolu nebo cedru a zakryli jej menším kmenem, někdy ve tvaru loďky, protože věřili, že po cestě na onen svět musí duše zesnulého přeplout moře a řeky. Potom rakev zatloukli deskami a pokryli březovou kůrou. Původně rakev nezakopávali do země. Jestliže zemřel dospělý nebo dítě starší tří let, odnesli jeho rakev do zvláštního stanu v lese a postavili ji do jeho středu. Zesnulého vypravovali na „dlouhou cestu“ na onen svět, donesli trochu jídla (pouze obilí), oblečení, kopí, sekeru a nůž (všechno se ztupeným ostřím), mnohem později také zápalky, tabák, drobné kovové peníze („aby si na onom světě mohl koupit nevěstu“) . Pokud zemřelo dítě mladší než tři roky, jeho rakev položili do větví stromu, protože věřili, že duše dítěte se musí vrátit do hnízda (omie), které chrání Veliká Babička.

## Dějiny

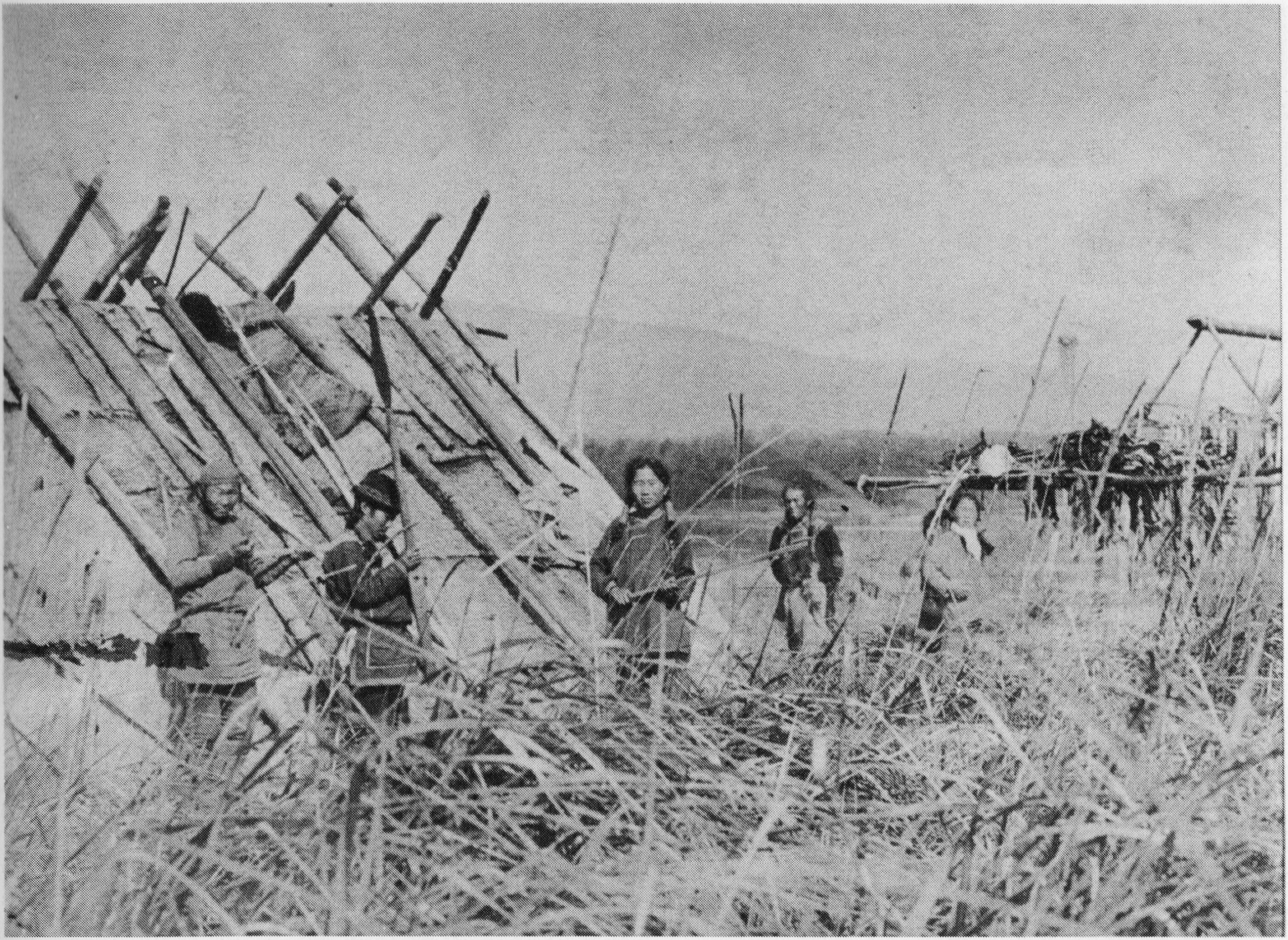
Fotografie udegejského tábora, autor snímku V. K. Arseňjev, 1906

Území Udegejců se vždy rozprostíralo na severovýchodě Přímořského kraje a jihovýchodě Chabarovského kraje, zejména v horách, u pohoří Sichote-Aliň a podél pravých přítoků řek Ussuri a Amur.
Ve 4.–6. století na pobřeží Japonského moře žil národ Uczi skládající se ze 7 kmenů. Ve dvanáctém století na tomtéž území žil kmen Udacha. Ve spisu Qin Shi („Dějiny říše Qin", sepsaném v roce 1345) je uvedeno, že na severovýchodním okraji říše Qin žili „divocí lidé Udegaj". Je to první zmínka o národu Udege. Čínský dokument ze 17. století uvádí, že na pobřeží Japonského moře žije a rybaří kmen Udicha.
Po celou svou historii byli Udegejci v kontaktu s Nanajci a Evenky, nejbližší styky měli s kmenem Oroči. Ruští výzkumníci až do 19. století nerozlišovali mezi Udegejci a Oroči a považovali je za jeden národ.
Před příchodem Rusů neznali Udegejci písemnictví, základní vírou byl šamanismus a animismus, který se projevoval vírou v příbuzenství lidí s medvědem a ussurijským tygrem. Hlavní náplní života byl lov (především jelenů a losů), rybolov (na velkých tocích) a sběr (kterým se zabývaly většinou ženy). Udegejci také praktikovali obřad „vzdušného pohřbu“.
Rusové přinesli Udegejcům písemnictví (ruskou cyrilici, první abeceda pro udegejštinu byla vytvořena až ve 30. letech 20. století). Větší pozornost byla věnována obrácení Udegejců na křesťanství. Šamanismus ve své čisté podobě se zachoval pouze v nejvzdálenějších oblastech. Nicméně většina Udegejců, kromě vládnoucí vrstvy a šamanů, i nadále žila v bídě, pracovala pro čínské (v jižní částí Ussurisjké oblasti) a ruské (na severu) průmyslníky a věřitele. V. K. Arseňjev často píše ve svých denících a knihách o tom, jak čínští věřitelé místo splátek odebírali svým dlužníkům ženy a děti a dlužníky samotné prodávali do otroctví. Za projevenou neposlušnost dlužníka prostě zbili. Situaci komplikovala skutečnost, že Udegejci nerozuměli hodnotě peněz a jejich množství určovali pouze podle počtu bankovek. Číňané také Udegejcům prodávali tabák, ale také opium a alkohol, o jejichž nebezpečnosti tito lidé vůbec nic nevěděli. Část čínského obyvatelstva nesměla po Říjnové revoluci na území zůstat a byla odtamtud vyhnána. Kromě toho bylo zakázáno poskytovat úvěry jednotlivým osobám.
V 80. letech byl založen společný sovětsko-jihokorejský podnik Svetlaja za účelem dřevorubeckých prací v povodí řeky Bikin, ale jeho činnost se setkala s odporem: 8. srpna 1992 demonstrovali na území vyhrazeném kácení ozbrojení Udegejci. Udegejské aktivity získaly podporu místní správy a kozáctva a vedly k tomu, že podnik Svetlaja se svou činností v roce 1992 přestal.

## Současnost
V roce 2002 žilo 1 657 lidí, kteří se hlásili k udegejské národnosti, nicméně množství osob udegejského původu žije ve městech a plně se začlenili mezi ruskou většinu, což vedlo ke snížení počtu nositelů rodného udegejského jazyka. Pouze asi 400 osob, hlavně starších, uvedlo v roce 2002 udegejštinu jako svůj rodný jazyk.
Udegejci žijící na svém tradičním území se potýkají s velmi rozšířeným alkoholismem. Dalším problémem jsou velké společnosti a těžba dřeva na udegejském území, což v 90. letech vedlo k mnoha konfliktům.

## Zajímavá fakta
- Udegejci patří k původním národům severu, Sibiře a Dálného východu, přestože severní část jejich území se nachází na úrovni Kyjeva a v létě je na větší části jejich území větší teplo než v oblasti Moskvy.
- Udegejec Pjotr Bataneevič Suljandziga se stal historicky prvním vědcem-matematikem pocházejícím z původních severních národů.
- Bat je udegejská dlabaná loďka, jejíž konstrukce dovoluje plavbu po mělkých horských řekách.
- Džansi Kimonko (1905–1949) je ruský a udegejský spisovatel a také zakladatel udegejské literatury. Hlavní Kimonkovo dílo je pověst Tam kam běží Sukpaj.
- Agzu je nejsevernější udegejská obec, nachází se v Ternějské oblasti v Přímořském kraji. Obec i oblast patří na území Krajního severu.
- Etnicky blízko k Udegejcům mají Tazové, původní a nepočetný národ Přímořského kraje. Jejich jazykem je tazský dialekt čínštiny.